# Santa Cilia

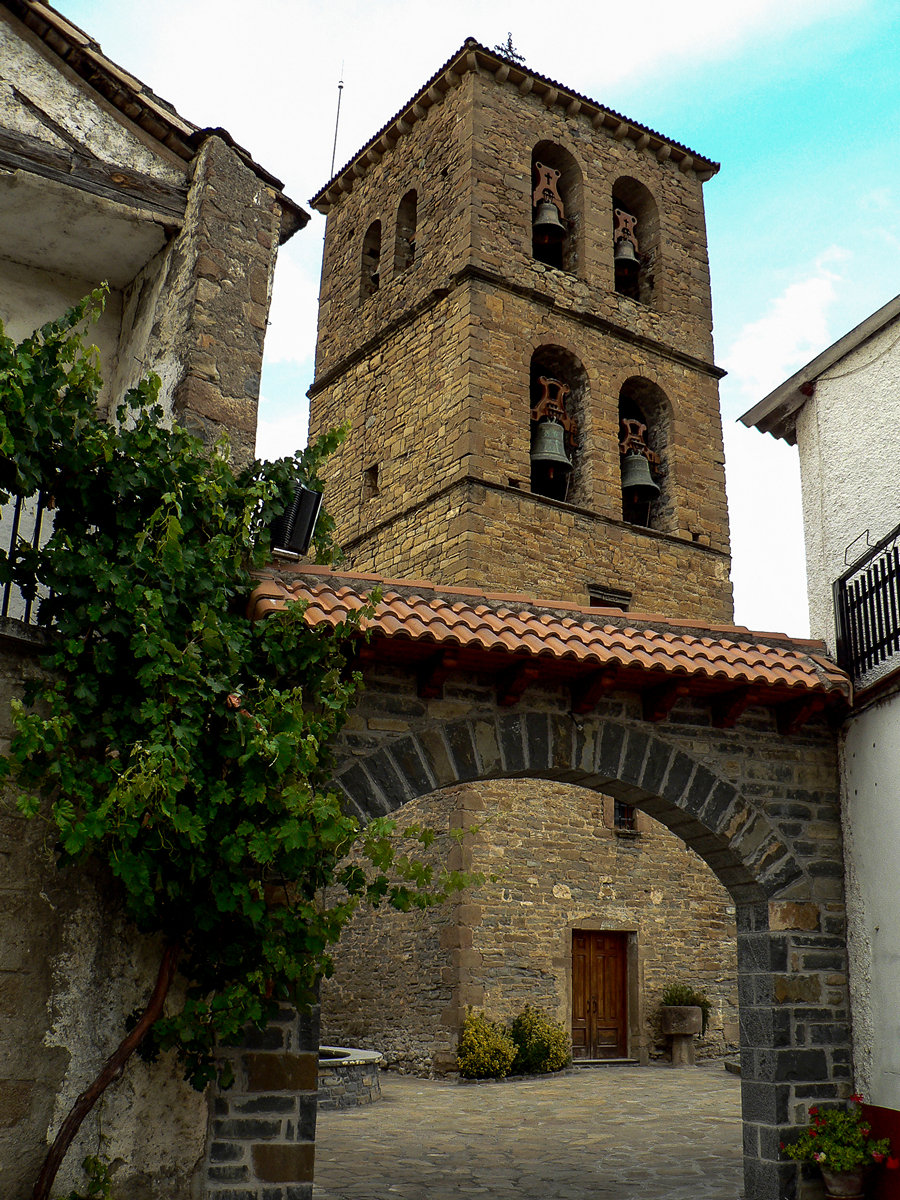
Iglesia de San Salvador, Santa Cilia.

Santa Cilia (antes Santa Cilia de Jaca, en aragonés Santa Zilia) es un municipio español de la provincia de Huesca perteneciente al partido judicial de Jaca y a la comarca de la Jacetania, en la comunidad autónoma de Aragón.
Parte de su término municipal está ocupado por el paisaje protegido de San Juan de la Peña y Monte Oroel.

## Toponimia
El Ayuntamiento de Santa Cilia ha sido autorizado a cambiar su nombre (Santa Cilia de Jaca) por el de Santa Cilia en virtud del DECRETO 194/1999, de 28 de septiembre, de cambio de denominación de su municipio por el de Santa Cilia, atendiendo a la tradición histórica de dicha denominación de la que se conserva documentación desde el año 1098 y que se perdió a mediados del siglo pasado, en consonancia con la dependencia administrativa que tributaba a la ciudad de Jaca, dependencia hoy día inexistente. 

## Administración y política
| Período   | Alcalde                | Partido |  |
| --------- | ---------------------- | ------- |  |
| 1979-1983 | Santiago Máñez Vivas   | PSOE    |  |
| 1983-1987 | Domingo Ascaso Acín    |         |  |
| 1987-1991 | José Lalana Serrano    |         |  |
| 1991-1995 | Ángel Ascaso Torralba  |         |  |
| 1995-1999 | Manuel Máñez Vivas     | CHA     |  |
| 1999-2003 | Manuel Máñez Vivas     | CHA     |  |
| 2003-2007 | Manuel Máñez Vivas     | CHA     |  |
| 2007-2011 | Manuel Máñez Vivas     | CHA     |  |
| 2011-2015 | Manuel Máñez Vivas     | CHA     |  |
| 2015-2019 | Manuel Máñez Vivas     | CHA     |  |
| 2019      | Adrián Vinacua Giménez | PSOE    |  |

| Partido político    | Partido político                                   | 2003   | 2007   | 2011   | 2015   | 2019   |
| Partido político    | Partido político                                   | Ediles | Ediles | Ediles | Ediles | Ediles |
|                     | Chunta Aragonesista (CHA)                          | 4      | 4      | 4      | 4      | 1      |
|                     | Partido de los Socialistas de Aragón (PSOE-Aragón) | 0      | 0      | 0      | 1      | 4      |
|                     | Partido Aragonés (PAR)                             | 1      | 2      | 1      | 0      | 0      |
|                     | Partido Popular de Aragón (PP)                     | 0      | —      | 0      | 0      | 0      |
|                     | Centro Democrático Liberal (CDL)                   | —      | —      | 0      | —      | —      |
| Total de concejales | Total de concejales                                | 5      | 6      | 5      | 5      | 5      |

## Demografía
Santa Cilia cuenta con una población de 244 habitantes (INE 2024).
| Gráfica de evolución demográfica de Santa Cilia entre 1842 y 2021 |
| |
| Población de derecho según los censos de población del INE Población de hecho según los censos de población del INEEn estos censos se denominaba Santa Cilia de Jaca: 1842, 1857, 1860, 1877, 1887, 1897, 1900, 1910, 1920, 1930, 1940, 1950, 1960, 1970, 1981 y 1991 Entre el censo de 1857 y el anterior, crece el término del municipio porque incorpora a 225057 (Binacua) |

| 291                       | 408 | 434 | 412 | 484 | 511 | 506 | 437 | 424 | 431 | 362 | 253 | 214 | 158 | 209 |
| (Fuente: INE [Consultar]) |     |     |     |     |     |     |     |     |     |     |     |     |     |     |

## Fiestas
- 29 de abril (Romería a la Virgen de la Peña)
- 15 de mayo (San Isidro)
- 8 de septiembre (Natividad de la Virgen)
- 22 de noviembre (Santa Cecilia, patrona de Santa Cilia)

## Símbolos
Esta villa oscense usa como armas heráldicas un escudo cuadrilongo de base circular y semipartido: primero de sinople, con un órgano y un cordero sosteniendo una cruz con una bandera. Segundo de plata, con un puente de sable mazonado en plata, sobre seis ondas de azur y plata. Va timbrado con Corona Real cerrada.